# PR-LP 9
El sendero PR-LP 9 es un sendero de Pequeño Recorrido en La Palma (Canarias, España) que une Los Andenes con Santo Domingo de Garafía.
La longitud total del recorrido es de 27500 metros. Hay 2210 metros de desnivel.